# Asahel Grant
 (avril 2023).
La mise en forme du texte ne suit pas les recommandations de Wikipédia : il faut le « wikifier ».
Les points d'amélioration suivants sont les cas les plus fréquents. Le détail des points à revoir est peut-être précisé sur la page de discussion.
- Les titres sont pré-formatés par le logiciel. Ils ne sont ni en capitales, ni en gras.
- Le texte ne doit pas être écrit en capitales (les noms de famille non plus), ni en gras, ni en italique, ni en « petit »…
- Le gras n'est utilisé que pour surligner le titre de l'article dans l'introduction, une seule fois.
- L'italique est rarement utilisé : mots en langue étrangère, titres d'œuvres, noms de bateaux, etc.
- Les citations ne sont pas en italique mais en corps de texte normal. Elles sont entourées par des guillemets français : « et ».
- Les listes à puces sont à éviter, des paragraphes rédigés étant largement préférés. Les tableaux sont à réserver à la présentation de données structurées (résultats, etc.).
- Les appels de note de bas de page (petits chiffres en exposant, introduits par l'outil «  Source ») sont à placer entre la fin de phrase et le point final[comme ça].
- Les liens internes (vers d'autres articles de Wikipédia) sont à choisir avec parcimonie. Créez des liens vers des articles approfondissant le sujet. Les termes génériques sans rapport avec le sujet sont à éviter, ainsi que les répétitions de liens vers un même terme.
- Les liens externes sont à placer uniquement dans une section « Liens externes », à la fin de l'article. Ces liens sont à choisir avec parcimonie suivant les règles définies. Si un lien sert de source à l'article, son insertion dans le texte est à faire par les notes de bas de page.
- La présentation des références doit suivre les conventions bibliographiques. Il est recommandé d'utiliser les modèles {{Ouvrage}}, {{Chapitre}}, {{Article}}, {{Lien web}} et/ou {{Bibliographie}}. Le mode d'édition visuel peut mettre en forme automatiquement les références.
- Insérer une infobox (cadre d'informations à droite) n'est pas obligatoire pour parachever la mise en page.

Pour une aide détaillée, merci de consulter Aide:Wikification.
Si vous pensez que ces points ont été résolus, vous pouvez retirer ce bandeau et améliorer la mise en forme d'un autre article.
Pour les articles homonymes, voir Grant.
Asahel Grant est un médecin et missionnaire américain, né le 17 août 1807 Marshall, New York et mort à Mossoul le 24 avril 1844.
Il étudie la médecine à Pittsfield, dans le Massachusetts et la pratique à Utica, New York . En 1835, il part comme missionnaire avec le Conseil américain des commissaires pour les missions étrangères en Iran. Il s'installe à Ourmia et travaille parmi les Nestoriens là-bas et ailleurs en Asie occidentale. Il est un aventurier audacieux dans tout le Moyen-Orient, mais réussit peu à convertir les farouches Nestoriens, qu'il considérait comme faisant partie des « dix tribus perdues » d'Israël,.
Il a écrit The Nestorians , et un appel pour que les médecins chrétiens s'engagent dans le travail missionnaire. Comme David Livingstone avant lui (mais pas aussi célèbre), Grant a ravi le public occidental avec ses aventures, inspirant un certain nombre de biographies, y compris celles citées sur cette page. Son succès en tant que médecin lui a non seulement sauvé la vie à plusieurs reprises, mais a ouvert la voie à des successeurs missionnaires.

## En mission
Avant son départ, Asahel avait une pratique médicale prospère et était un membre actif de l'église presbytérienne. Il décide, un jour, de tout quitter en entendant l'appel à servir en tant que missionnaire. Parti de Boston en mai 1835 avec sa femme Judith, il avait pour mission d'enseigner, prêcher l'Évangile et soigner les malades. Judith et Asahel se rencontrent et se marient rapidement, partageant la même passion pour la mission. Ils embarquent donc pour la Turquie en mai 1835. À cette époque, l'Empire ottoman est en déclin et en conflit avec la Russie et l'Égypte. Les missionnaires profitent d’une brèche qui permet la réouverture du commerce et des voyages, pour traverser l'Anatolie, atteindre la Perse et entrer en contact avec les chrétiens nestoriens locaux. Ils obtiennent la permission du shah d'ouvrir une école là-bas. Au cours de son périple, malgré les difficultés et le décès de sa femme, de ses deux filles jumelles et d’autres missionnaires, il continue à travailler sans relâche, voyageant seul à travers des montagnes en proie à des conflits et des vols. Le Dr. Grant souhaitait établir une maison permanente dans le village d'Asheetha, situé dans la même région mésopotamienne historique que Diarbekir et Mardin décrite dans la lettre. Grant croyait qu'avec l’appui de l’Église locale, l'Église d'Orient pourrait prospérer à nouveau et même convertir les Kurdes au christianisme.

## Mission Herald
Étant membre de la mission Herald, le message premier de cette organisation de missionnaires est d’apporter des bonnes nouvelles et de la joie. Leur travail combine attention à la vie spirituelle, et bien-être matériel, se manifestant par des actions humanitaires et philanthropiques. Ils décrivent leur mission de cette façon : « Il s'agit de la coupe d'eau "en son nom" donnée avec la touche personnelle d'un de ses disciples ».
La mission vise à apporter l'aide médicale et spirituelle aux chrétiens nestoriens, une branche de l'église primitive, en Perse. Les missionnaires, soutenus par l'American Board of Commissioners for Foreign Missions, ont voyagé en Perse pour aider les chrétiens nestoriens qui étaient isolés depuis longtemps. En tant que médecin, l'auteur espérait que l'art de guérir gagnerait la faveur et la protection des nestoriens, facilitant ainsi leur mission. Après un long voyage, les missionnaires sont arrivés en Perse et ont été accueillis chaleureusement par les résidents anglais et les nestoriens locaux. Les missionnaires ont rapidement gagné leur confiance, qui les ont considérés comme des bienfaiteurs publics. Les prêtres et les évêques nestoriens ont coopéré étroitement avec les missionnaires, les considérant comme des coadjuteurs en vue de les succéder dans leurs fonctions dans leur travail d'instruction et d'amélioration. Les missionnaires ont travaillé pour promouvoir la connaissance et la piété plutôt que de s'opposer aux formes et rites externes des chrétiens nestoriens.

## Avril 1840
En avril 1840, le docteur A. Grant était en mission à Diarbekir et Mardin, deux villes sur le fleuve Tigre. À Diarbekir, il fut témoin d'une période de violence et d'anarchie qui a suivi la défaite et la dispersion de l'armée turque. Les Kurdes ont pris possession des routes, dépouillant et tuant des soldats. La population, sous l'influence du fanatisme musulman et de la jalousie envers les Européens, avait une forte hostilité envers eux, allant jusqu'à menacer de les tuer. Après s'être rendus à Mardin, ils ont été menacés de mort par la population locale, mais ont continué à vivre normalement, en visitant les chefs locaux. Cependant, une catastrophe a frappé la ville lorsque les citoyens se sont révoltés et ont tué leur gouverneur et cinq autres hommes importants. Les missionnaires ont échappé de justesse à la mort en se réfugiant dans un couvent syrien à environ quatre miles de la ville. Bien que leur sécurité ait été menacée à plusieurs reprises pendant leur séjour en Turquie, ils ont été protégés et ont réussi à échapper aux violences.

## De Nestorien à l'Église assyrienne
Les missionnaires de l’époque ont été extrêmement influent à l’époque. Ils ont changé l'identité des Nestoriens en les assimilant aux Assyriens après la découverte de l’importante ville historique de Ninive. Leur église fut renommée Église assyrienne. Les missionnaires ont provoqué des rivalités entre les différentes confessions chrétiennes. Les missionnaires britanniques protestants accusaient les missionnaires catholiques d'être les véritables ennemis des Nestoriens. Conflits entre chrétiens, conflits entre chrétien et musulman, la région fût très instable. À la fin du XIXe siècle, les forces militaires ont mené à des massacres de chrétiens avec la participation des Kurdes dans la région. Les attaques ont commencé le 1er novembre 1895 et ont duré jusqu'au 18 décembre de la même année, date à laquelle le sultan a ordonné la fin des massacres. Plusieurs villages ont été attaqués et les chrétiens ont été tués, leurs maisons pillées et incendiées. Les chrétiens ont été forcés de se cacher dans les églises et les monastères, où ils ont été assiégés et menacés de brûler vifs. Les Kurdes et les autorités locales ont également pillé les maisons des chrétiens, les accusant de détenir des armes qu'ils n'avaient pas. Les massacres ont finalement pris fin après une intervention du sultan de Constantinople, tant qu’à la « turcification » et à la destruction de la population arménienne de l'Empire ottoman et d'autres populations chrétiennes non turques. Au cours de la Première Guerre mondiale, les Nestoriens ont choisi de s'allier à la Russie et son Église Orthodoxe contre l'Empire ottoman, entraînant une migration massive hors des terres ottomanes. Les missionnaires américains ont continué à soutenir les Nestoriens jusqu'à la fin de la guerre, mais les activités missionnaires n'ont pas réussi à apporter la paix à cette population chrétienne.